# Скачков, Евгений Викторович
Евгений Викторович Скачков (род. 14 июля 1984, Москва) — румынский хоккеист, нападающий. Игрок клуба «Чиксереда» и сборной Румынии. Ранее представлял Россию.

## Карьера
Воспитанник московского ЦСКА. Начал карьеру в 2002 году в составе клуба Высшей лиги «Дизелист», выступая до этого за фарм-клуб. В следующем году на драфте НХЛ был выбран в 7 раунде под общим 221 номером клубом «Сент-Луис Блюз». Сезон 2002/03 провёл в ступинском «Капитане», выступая в Восточно-европейской хоккейной лиге. В следующем сезоне выступал за фарм-клуб ЦСКА, сыграв за основную команду лишь один матч. С 2004 по 2006 год являлся игроком московского «Спартака». За два года в Суперлиге провёл всего 11 матчей.
Перед началом сезона 2006/07 перешёл в челябинский «Трактор», где стал одним из лидеров команды. 4 августа 2009 года подал в суд на клуб в связи с невыплатой ему премиальных и заработной платы на общую сумму в 2,8 млн рублей. История приобрела большую огласку, однако в итоге конфликт был улажен, и Скачков принял решение отозвать свой иск.
21 мая 2010 года было объявлено о подписании Скачковым трёхлетнего контракта с «Сент-Луисом». Однако 7 июня он заключил соглашение на три года с казанским «Ак Барсом», в составе которого в сезоне 2010/11 по причине травмы провёл лишь 21 матч, в котором набрал 12 (7+5) очков.
Перешёл в СКА 5 июня 2013. Выступал в 37 матчах и набрал 11 (7+4) очков. 16 января 2014 был обменян в «Торпедо» на выбор в первом раунде драфта КХЛ 2014.
27 мая 2014 подписал двухлетний контракт с «Салаватом Юлаевым».
Капитан минской «Юности» в 2018 году.

## Статистика
| Легенда | Легенда                    | Легенда | Легенда                   | Легенда | Легенда    |
| ------- | -------------------------- | ------- | ------------------------- | ------- | ---------- |
| И       | Количество проведённых игр | Штр     | Штрафное время            | +/−     | Плюс-минус |
| Г       | Голы                       | П       | Голевые передачи          | О       | Очки       |
| -       | Статистика неизвестна      | —       | Статистика не учитывалась |         |            |